# Саутвест-Мадісон Тауншип (округ Перрі, Пенсільванія)
Саутвест-Мадісон Тауншип (англ. Southwest Madison Township) — селище (англ. township) в США, в окрузі Перрі штату Пенсільванія. Населення — 1017 осіб (2020).

## Демографія
Згідно з переписом 2010 року, у селищі мешкало 999 осіб у 335 домогосподарствах у складі 257 родин. Було 432 помешкання
Расовий склад населення:
| - 96,8 % — білих - 0,2 % — корінних американців - 0,2 % — чорних або афроамериканців - 0,1 % — азіатів |

До двох чи більше рас належало 2,2 %. Частка іспаномовних становила 1,5 % від усіх жителів.
За віковим діапазоном населення розподілялося таким чином: 32,5 % — особи молодші 18 років, 56,3 % — особи у віці 18—64 років, 11,2 % — особи у віці 65 років та старші. Медіана віку мешканця становила 33,4 року. На 100 осіб жіночої статі у селищі припадало 103,0 чоловіків;  на 100 жінок у віці від 18 років та старших — 101,2 чоловіків також старших 18 років.
Середній дохід на одне домашнє господарство  становив 66 775 доларів США (медіана — 59 063), а середній дохід на одну сім'ю — 72 857 доларів (медіана — 65 417). Медіана доходів становила 47 000 доларів для чоловіків та 38 571 долар для жінок. За межею бідності перебувало 9,7 % осіб, у тому числі 11,2 % дітей у віці до 18 років та 3,6 % осіб у віці 65 років та старших.
Цивільне працевлаштоване населення становило 475 осіб. Основні галузі зайнятості: освіта, охорона здоров'я та соціальна допомога — 20,2 %, будівництво — 16,6 %, роздрібна торгівля — 14,7 %.